# 比绍夫斯韦达
比绍夫斯韦达（德語：Bischofswerda，發音：[bɪʃɔfsˈvɛʁda] ⓘ）是德国萨克森州包岑县的城市，面积46.21平方千米，2023年12月31日人口为10,648人。